# Rivière au Saumon (vattendrag i Kanada, lat 45,63, long -72,12)
Rivière au Saumon är ett vattendrag i Kanada.   Det ligger i provinsen Québec, i den sydöstra delen av landet, 280 km öster om huvudstaden Ottawa.
Omgivningarna runt Rivière au Saumon är en mosaik av jordbruksmark och naturlig växtlighet. Runt Rivière au Saumon är det glesbefolkat, med 20 invånare per kvadratkilometer.